# VSC Fatra Zlín
VSC Fatra Zlín je český volejbalový klub působící v moravském krajském městě Zlíně ve Zlínském kraji. Hlavním trenérem je Zdeněk Sklenář.
Klubové barvy jsou tmavě modrá a bílá.

## Historie
Volejbalový klub vznikl roku 1926 v rámci SK Baťa Zlín. Do republikové soutěže se zapojil až v roce 1928.
Za protektorátu působil klub pouze do roku 1941.
Po II. světové válce se obnovuje i sportovní činnost ve Zlíně a v plném rozsahu i volejbal. V lednu 1949 vzniká sloučením všech místních sportovních organizací ve Zlíně Sokol SVIT Gottwaldov a v listopadu 1952 přechází veškerá tělovýchova a sport na pracoviště. V Gottwaldově tak vznikají dobrovolné sportovní organizace jako např. JISKRA SVIT, SPARTAK ZPS,TATRAN a TJ SLOVAN. Po dohodě přechází volejbalové družstvo mužů do TJ Spartak a družstvo žen do TJ Jiskra. Obě družstva byla v té době účastníky II.ligy. V roce 1957 je sloučen veškerý sport do TJ Gottwaldov a oddíl volejbalu působí  na stadionu volejbalu a basketbalu u Kudlovské přehrady. V období po osvobození nedosahovala družstva mužů ani žen žádných výrazných úspěchů. V roce 1959 sestupuje družstvo žen z II.ligy do oblastního přeboru a v témže roce sehrávají muži mezinárodní střetnutí s polským celkem AZS Gdaňsk s výsledkem 2:3. V roce 1961 se oddíl mužů dostal opět do I.ligy. V roce 1962 se družstvo mužů umístilo na 12. místě ze 14 účastníků I. ligy, příští rok se do ní opět vrací. Člen družstva Jindřich Vrtěl reprezentoval juniory ČSSR na mezinárodním turnaji v Bratislavě a byl vybrán mezi kandidáty pro Olympijské hry v roce 1964 v Japonsku. Družstvo žen se umístilo na 8. místě v II. lize.
V 70. letech hraje klub opět I. národní ligu.

#### Historické názvy
- (1926–1949) SK Baťa Zlín
- (1949–1952) Sokol SVIT Gottwaldov
- (1952–1957) TJ Spartak Gottwaldov (muži), TJ Jiskra Gottwaldov (ženy)
- (1957–) TJ Gottwaldov
- (–2010) VSC Fatra Zlín
- (2010–2011) Fatra EkoSolar Zlín
- (2011–) VSC Fatra Zlín

#### Největší úspěchy
- 1. místo 1998-99
- 3. místo 1999-00, 2010-11, 2013-14

## Současnost
V současné době hraje tým Českou volejbalovou extraligu mužů.
| Sezóna  | Soutěž    | Úroveň | PK | ZČ  | Play Off, o udržení, baráž                                         | Cel.Um.   | Poznámky                                               |
| ------- | --------- | ------ | -- | --- | ------------------------------------------------------------------ | --------- | ------------------------------------------------------ |
| 2005/06 | Extraliga | 1      | 10 | 7.  | Čtvrtfinále (prohra 1:4 na zápasy s VK Dukla Liberec)              | 7. místo  |                                                        |
| 2006/07 | Extraliga | 1      | 10 | 8.  | Čtvrtfinále (prohra 0:3 na zápasy s VK Jihostroj České Budějovice) | 8. místo  |                                                        |
| 2007/08 | Extraliga | 1      | 10 | 9.  | -                                                                  | 9. místo  |                                                        |
| 2008/09 | Extraliga | 1      | 12 | 7.  | Čtvrtfinále (prohra 0:3 na zápasy s VK DHL Ostrava)                | 7. místo  |                                                        |
| 2009/10 | Extraliga | 1      | 11 | 5.  | Play Off se nehrálo                                                | 5. místo  |                                                        |
| 2010/11 | Extraliga | 1      | 12 | 2.  | o 3. místo (výhra 2:1 na zápasy nad VO Kocouři Vavex Příbram)      | 3. místo  |                                                        |
| 2011/12 | Extraliga | 1      | 11 | 7.  | Čtvrtfinále (prohra 0:3 na zápasy s VK Dukla Liberec)              | 7. místo  |                                                        |
| 2012/13 | Extraliga | 1      | 12 | 4.  | Čtvrtfinále (prohra 2:4 na zápasy s VK DHL Ostrava)                | 5. místo  |                                                        |
| 2013/14 | Extraliga | 1      | 12 | 3.  | o 3. místo (výhra 3:1 na zápasy nad VO Kocouři Vavex Příbram)      | 3. místo  |                                                        |
| 2014/15 | Extraliga | 1      | 12 | 4.  | o 3. místo (prohra 1:3 na zápasy s VK ČEZ Karlovarsko)             | 4. místo  |                                                        |
| 2015/16 | Extraliga | 1      | 12 | 8.  | Čtvrtfinále (prohra 0:4 na zápasy s VK Jihostroj České Budějovice) | 8. místo  |                                                        |
| 2016/17 | Extraliga | 1      | 12 | 9.  | o udržení (1. místo ve skupině)                                    | 9. místo  |                                                        |
| 2017/18 | Extraliga | 1      | 12 | 10. | Osmifinále (prohra 1:2 na zápasy s VK Ostrava)                     | 10. místo |                                                        |
| 2018/19 | Extraliga | 1      | 12 | 11. | -                                                                  | 11. místo |                                                        |
| 2019/20 | Extraliga | 1      | 12 |     |                                                                    |           | ukončeno před posledním kolem covid 19, Zlín 10. místo |
| 2020/21 | Extraliga | 1      | 12 | 12. | Baráž                                                              | 12. místo |                                                        |
| 2021/22 | Extraliga | 1      | 12 | 12. | Baráž                                                              | 12. místo |                                                        |